# 高浜市駅
高浜市駅（たかはましえき）は、かつて愛知県高浜市田戸町にあった衣浦臨海鉄道碧南線の貨物駅（廃駅）である。長らく貨物列車の発着がなくなっていたが、2006年（平成18年）に正式に廃止された。

## 歴史
- 1977年（昭和52年）5月25日 - 開業。
- 2006年（平成18年）4月1日 - 廃止。

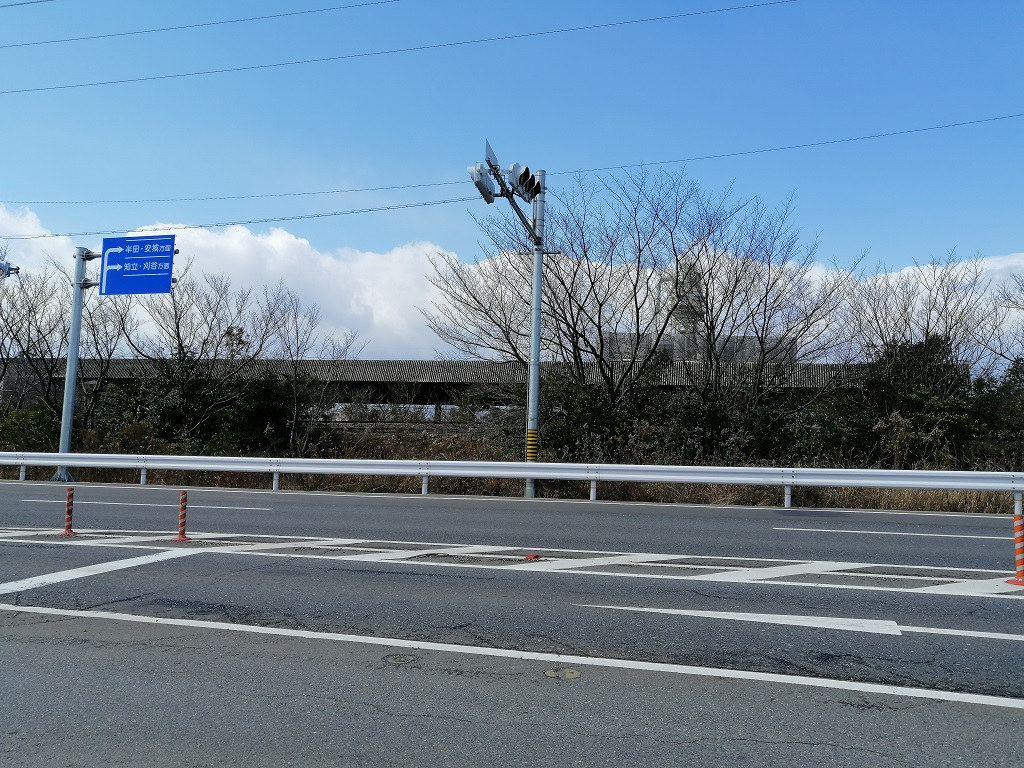
高浜市駅 跡地（2020年）

## 駅構造
本線と2本の側線、1面1線の有蓋車用貨物ホームを持つ地上駅であった。本線と側線の分岐点は碧南市方のみに設置されていた。
地元名産の三州瓦を出荷するために設置された駅であったが、開業後しばらくした1980年代に瓦輸送は廃止され、それ以降当駅は事実上休止状態になっていた。

## 駅周辺
周辺には製瓦工場が多い。
- 浅井産業サービスセンター衣浦事業所
- ジェイテクト田戸岬工場
- 高浜川

## 隣の駅
衣浦臨海鉄道
碧南線
東浦駅 - 高浜市駅 - 碧南市駅